# 杜勳 (西漢)
杜勳（?—?），西汉军事人物，汉元帝时官员。
建昭三年（前36年）杜勳随甘延寿、陈汤讨伐郅支单于，担任军候假丞。大军到达康居郅支城，汉军大败郅支单于，郅支单于负伤战死，杜勳他与吏士争先入城，斩获郅支单于的首级。战争结束后，朝廷没有赏赐杜勳。数十年后，王莽执政。为了讨好姑母太皇太后王政君，追尊汉元帝为高宗。益封讨伐郅支单于有功的功臣，封甘延寿之孙甘迁一千六百户，追谥陈汤为破胡壮侯，封陈汤之子陈冯为破胡侯，杜勳被封为讨狄侯。